# Almost in Love
Almost in Love är ett samlingsalbum av den amerikanske sångaren Elvis Presley, släppt i november 1970 av RCA Records på dess budgetmärke, RCA Camden. Det var det fjärde Elvisalbumet som utkom på skivmärket RCA Camden och det första av tre Camdenalbum (de andra var C'mon Everybody och I Got Lucky) som tillgängliggjorde låtar, vilka tidigare funnits utgivna endast på singel- eller EP-skivor.
Albumet nådde i USA som bäst plats 65 på Billboards popalbumlista. Det certifierades guld och platina den 6 januari 2004 av Recording Industry Association of America (RIAA) för en försäljning av en miljon exemplar i USA.

## Camden-etiketten

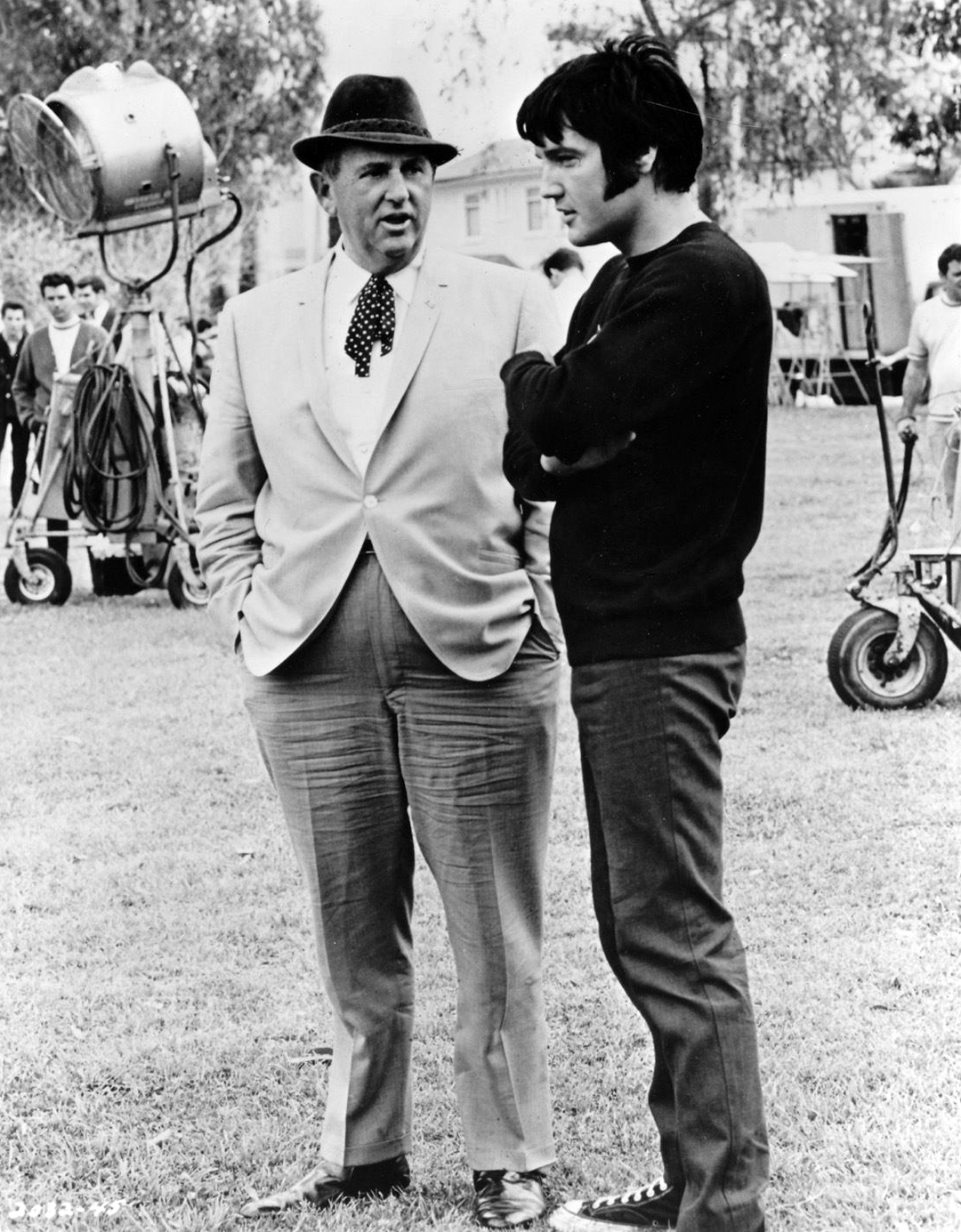
Elvis Presley och överste Tom Parker vid filminspelningen av Change of Habit 1969.

I december 1969 upprättades ett kontrakt mellan Elvis manager, överste Tom Parker, och den ansvarige på skivbolaget RCA om att fyra plus eventuellt ytterligare två album av Elvis skulle ges ut på RCA:s budgetmärke Camden. Efter att kontraktet förlängts kom sammanlagt 10 Camdenskivor med Elvislåtar att ges ut (Se Camden-utgivningarna). Redan innan kontraktet undertecknades hade Elvis Sings Flaming Star (mars 1969) utkommit som det första albumet på Camdenetiketten. Därefter följde Let's Be Friends (april 1970), en nyutgåva av Elvis' Christmas Album (augusti 1970) och, som fjärde album i november 1970, Almost In Love. Med tanke på Elvis Presleys stora framgångar vid denna tid, när han åter hade börjat skapa musik som rönte stort intresse, kunde man tänka sig att hans manager Tom Parker (som genom Elvis karriär hade undvikit överexponering) skulle ha motsatt sig denna typ av skivutgivning, vilken riskerade att mätta marknaden. Men enligt villkoren i avtalet med RCA inbringade dessa budgetalbum som gavs ut utöver de årligen avtalade albumen, extra pengar utanför kontraktsvillkoren till såväl Elvis som Parker.

## Låtarna på albumet
Albumet Almost in Love består till största delen av singlar som inte hade givits ut på album tidigare och som huvudsakligen hade spelats in 1968 och 1969. Några av låtarna var från Elvis filmer och några var hit-låtar. Till skillnad från den föregående Camdenutgåvan, Let's Be Friends, innehåller Almost in Love några ganska framgångsrika hitlåtar. Bland dessa märks Jerry Reed-låten "U.S. Male", som nådde plats 28 på Billboard 100-listan och "A Little Less Conversation" från soundtracket till Live a Little, Love a Little. Den hade bara måttlig framgång när den gavs ut som singel, men kom att bli en världshit år 2002. Tom Holkenborg, känd som Junkie XL, lät nämligen mixa om låten år 2001, och den kom att toppa listorna i 26 länder, dock inte i USA. I Storbritannien låg den på första plats under 4 veckor och blev därmed Elvis 18:e listetta där. "Rubberneckin'", inspelad på American Sound Studio i januari 1969 och använd i filmen Change of Habit 1969, förekom som B-sida till "Don't Cry Daddy" som nådde 6:e plats på den amerikanska Billboard 100-listan. Också den fick ett andra liv via en remix av Paul Oakenfold 2003, där den nådde topp-tio-placeringar i flera länder.

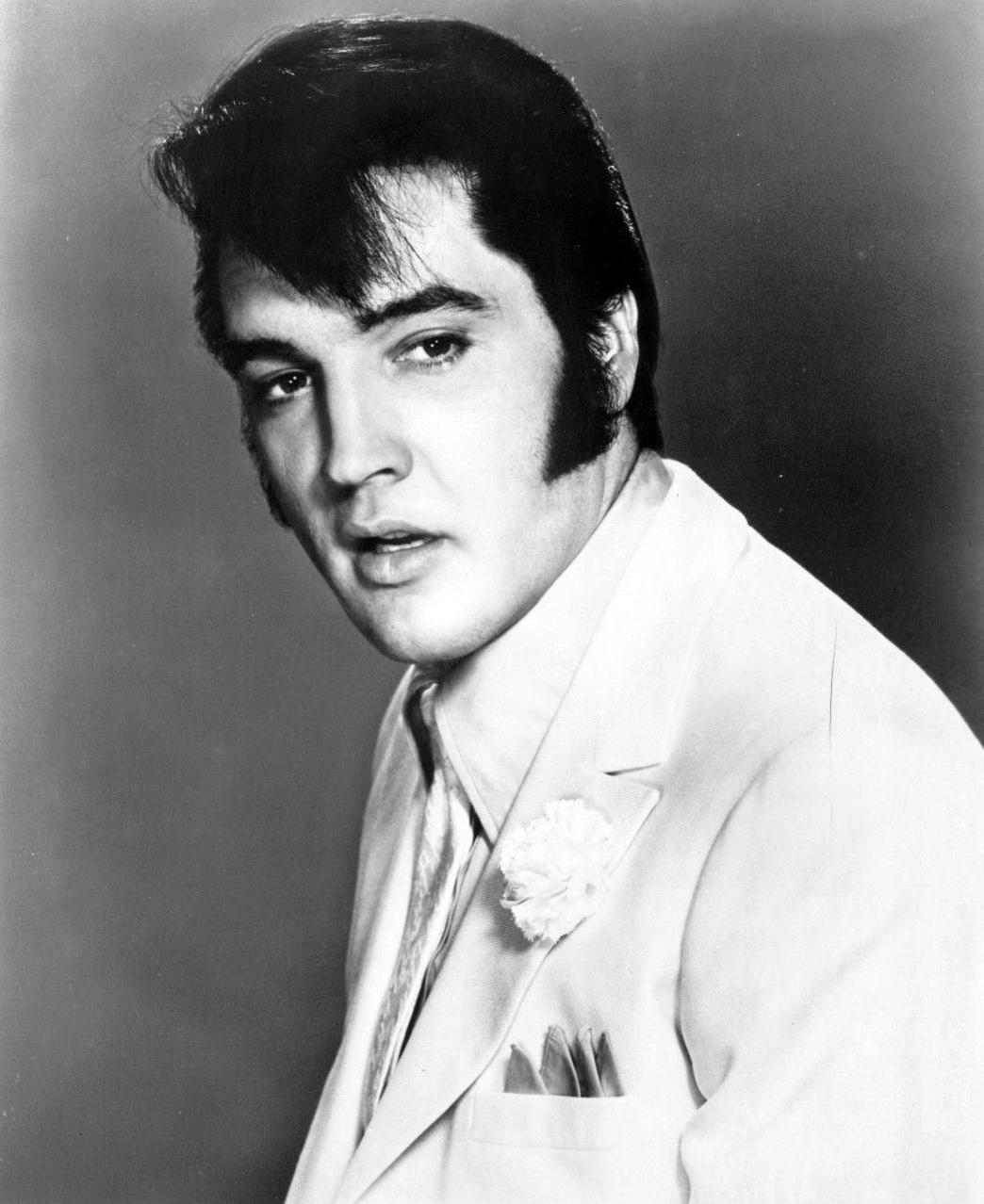
Elvis Presley: pressfoto till The Trouble with Girls 1968.

Utöver dessa tre hitlåtar innehåller albumet också tre "Mac Davis och Billy Strange"-låtar, däribland de starka "Clean Up Your Own Backyard" från filmen The Trouble with Girls (1969) och Edge of Reality från filmen Live a Little, Love a Little (1968). De hade också skrivit titellåten "Charro" till filmen Charro!. Med på albumet finns också ytterligare en låt från American Sound-sessionen 1969, nämligen "My Little Friend", som hade givits ut på singel som B-sida tillsammans med "Kentucky Rain i februari 1970.
Den äldsta låten på albumet var den rockiga "Long Legged Girl (with the Short Dress On)", inspelad i juni 1966 för filmen och albumet Double Trouble (1967) – en låt som också den hade utkommit på singel i april 1967 och som för övrigt var den enda låt i samlingen som tidigare varit tillgänglig på LP. Titelspåret på albumet, "Almost in Love”, var den tredje låten som kom från Elvis film Live a Little, Love a Little från 1968 och den har en lätt anstrykning av traditionell bossa nova. Stephen Thomas Erlewine menar att albumet håller hög kvalitet och utgör ett tvärsnitt av alla de olika stilar som Elvis hade försökt sig på när 1970-talet tog sin början.
Med undantag för "Stay Away, Joe" från filmen med samma namn, hade alla låtarna släppts som singlar tidigare. Även om "Stay Away, Joe" (tagning 17), i likhet med "A Little Less Conversation" (tagning 10), var en annan version än den som hade givits ut tidigare, kom den sannolikt med på albumet av misstag. Den hade nämligen redan släppts på albumet Let's Be Friends tidigare samma år. När RCA återutgav Almost in Love 1973, ersattes den med en annan låt, "Stay Away" från samma film, en låt som tidigare aldrig hade varit tillgänglig på ett album.

## Försäljning och återutgivningar
Almost in Love kom att certifieras både guld och platina den 6 januari 2004 av det amerikanska RIAA för en försäljning av en miljon exemplar. Som bäst nådde det plats 65 på Billboard 200-listan i USA.
I likhet med flertalet Elvisskivor från denna tid, pryddes skivomslaget till Almost In Love av en bild på Elvis under ett konsertframträdande. Detta skulle bli ett återkommande tema på de följande Camdenutgåvorna.  År 1975 återutgavs alla tio Camdenalbum av Pickwick Records, efter en överenskommelse med RCA. Man ändrade då också litet på omslaget till Almost In Love genom att beskära den ursprungliga bilden och omsluta den med vitt och litet blått. Albumet finns också utgivet i Storbritannien av RCA International Camden (INTS1206) med ett helt annat omslag som går i rött och blått och med en annan bild av Elvis. RCA återutgav albumet på cd år 2006.

## Låtlista

### Originalutgåvan 1970
| 1. | Almost in Love (från filmen Live a Little, Love a Little)               | Luiz Bonfá, Randy Starr                | 7 mars 1968 11 mars 1968 (vocal overdub)        | 2:54 |
| 2. | Long Legged Girl (with the Short Dress On) (från filmen Double Trouble) | John Leslie McFarland, Winfield Scott  | 29 juni 1966                                    | 1:27 |
| 3. | Edge of Reality (från filmen Live a Little, Love a Little)              | Bill Giant, Bernie Baum, Florence Kaye | 7 mars 1968                                     | 3:14 |
| 4. | My Little Friend                                                        | Shirl Milete                           | 16 januari 1969 (track) 21 januari 1969 (vocal) | 2:50 |
| 5. | A Little Less Conversation (från filmen Live a Little, Love a Little)   | Billy Strange, Mac Davis               | 7 mars 1968                                     | 2:00 |

| 1.           | Rubberneckin' (från filmen Change of Habit)                     | Dory Jones, Bunny Warren | 21 januari 1969                                  | 2:12  |
| 2.           | Clean Up Your Own Backyard (från filmen The Trouble with Girls) | Billy Strange, Mac Davis | 23 oktober 1968                                  | 3:10  |
| 3.           | U.S. Male                                                       | Jerry Reed               | 17 januari 1968                                  | 2:42  |
| 4.           | Charro (från filmen Charro!)                                    | Billy Strange, Mac Davis | 15 oktober 1968 (track) 25 november 1968 (vocal) | 2:45  |
| 5.           | Stay Away, Joe (från filmen Stay Away, Joe)                     | Ben Weisman, Sid Wayne   | 1 oktober 1967                                   | 1:37  |
| Total längd: | Total längd:                                                    | Total längd:             | Total längd:                                     | 24:51 |

Den sista låten, "Stay Away, Joe", byttes senare ut mot den följande på 1973 års återutgivning på LP och 2006 års cd-utgåva.
| Nr           | Titel                                  | Kompositör                 | Inspelningsdatum | Längd |
| ------------ | -------------------------------------- | -------------------------- | ---------------- | ----- |
| 5.           | Stay Away (från filmen Stay Away, Joe) | Sid Tepper, Roy C. Bennett | 16 januari 1968  | 2:07  |
| Total längd: | Total längd:                           | Total längd:               | Total längd:     | 25:21 |